# Jehoash Hirshberg
Jehoash Hirshberg   (Tel-Aviv i Jafa, 20 d'abril de 1938 - 11 d'abril de 2025) va ser un musicòleg, violinista, autor de llibres de referència i professor emèrit del Departament de Musicologia de la Universitat Hebrea de Jerusalem. Hirschberg va ser el primer a estudiar el desenvolupament de la música artística a la comunitat jueva del Mandat britànic de Palestina i després de l'establiment de l'estat.

## Biografia
Hirschberg va néixer a Tel Aviv. El seu pare, Yitzhak Hirschberg, era professor i pedagog, traductor i músic aficionat. La seva mare, Nechama, també es dedicava a l'ensenyament. Va començar a tocar el violí amb Ben-Ami Zilber, un dels músics de l'Orquestra Filharmònica d'Israel i va continuar els seus estudis de violí amb Alice Fenyves-Rosenberg i Laurent Fenibash i després va estudiar viola amb Ödön Pártos. Va tocar a l'orquestra GNA i va participar amb ella en un concurs internacional als Països Baixos, on va guanyar el primer premi.
La germana d'Hirschberg és la traductora Shlomit Kedem.
A partir de 1955 va estudiar a l'Acadèmia de Música de Tel Aviv i allí es va graduar amb un màster en violí, viola i direcció. Entre els seus professors hi havia Mordechai Seter, Alexander Uriah Boskovich i Eitan Lustig. Durant aquests anys també va ensenyar violí i va traduir llibres de música i va tocar a l'Orquestra de Cambra Ramat Gan, dirigida per Michael Taube. També va participar durant anys en un seminari de música de cambra a Beit Daniel a Zichron Ya'akov.
Després d'acabar els seus estudis a l'acadèmia, es va allistar a l'exèrcit i va servir primer com a reporter del diari "Ba Mahane Gdanah" i més tard com a responsable dels programes de música clàssica a Gali IDF, on va continuar treballant com a civil, fins i tot després de l'alliberament. També va treballar com a professor de música a la "Rananim School of Arts" de Tel Aviv, que era dirigida pel seu pare. Allà va conèixer Israela Zolondez, professora de literatura. Es van casar el juliol de 1964. Des de 1971 viuen a Jerusalem, i son pares de quatre fills - Boaz, Yoram, Ilan i Ran - i avis de sis néts.
Yehoash Hirschberg és un de l'equip d'editors i assessors científics de l'enciclopèdia "Britannica for Youth".

### Carrera acadèmica i musical
A partir de 1966, va continuar els seus estudis de postgrau i doctorat al Programa Fulbright al Departament de Música de la Universitat de Pennsilvània a Filadèlfia, en el camp de la música francesa del segle XIV. Els anys 1969-1971 va exercir com a professor d'història de la música en aquest departament. El 1971 va tornar a Israel i va acceptar una plaça com a professor de musicologia a la Universitat Hebrea de Jerusalem. Els anys 1984-1990 va exercir com a cap del departament. Va assolir la condició de professor titular. Els anys 1985 al 1992 va fundar el programa multi disciplinari a la Facultat d'Humanitats i del 1993 al 2000 va dirigir l'Institut d'Humanitats Generals de la Facultat d'Humanitats. Entre els anys 1996-2000 va exercir com a professor visitant d'investigació al "Goldsmiths College" de Londres. Com a part del seu treball allà, va dirigir amb el professor Simon McVeigh un ampli projecte d'investigació sobre el concert per a sol italià a la primera meitat del segle XVIII. Com a part del seu treball conjunt, van publicar concerts en solitari de compositors de l'època de Vivaldi.
Del 2001 al 2004 Hirschberg va exercir com a president de la comissió docent de la Facultat d'Humanitats L'any 1995 va ser nomenat professor titular i des del 2006 és professor emèrit i continua amb els anys, en a més de publicar recerques, articles i llibres sobre diversos temes musicals, també ha actuat en concerts de música barroca b instruments autèntics per tocar Violí barroc en diferents conjunts Durant els anys 1993-2005, va tocar la viola en el quartet de cambra que va fundar a prop de la universitat. En la dècada de la unificació d'Itàlia, en 2007 i 2008 va organitzar un concert de peces Òperes italianes d'aquest període.
L'any 2008, Hirschberg va iniciar amb la doctora Thea Vigneault, que és membre del "Motet Choir", el projecte de l'oratori "Yoram" de Paul Ben-Haim, que va ser escrit a Alemanya l'any 1932 i només va ser interpretat en part a Israel, l'oratori va ser interpretat per primera vegada íntegrament el 8 de novembre de 2008 per als 71 any després de la Kristallnacht, l'estrena completa va tenir lloc a Munic, interpretada per solistes. El "Munich Motte Choir" i l'Orquestra Simfònica de Munic, en presència del professor Hirschberg, que va impartir una conferència sobre la peça i la seva autoria. El 3 d'abril de 2012, "Yoram" es va interpretar per primera vegada íntegrament a Israel.
El 2010, el professor Hirschberg va gravar una sèrie de 60 conferències setmanals editades per Baruch Askarov al plató d' òperes de Verdi com a part de "Academy in the Thousand" del canal A a Kol Israel . La sèrie es va tornar a emetre íntegrament amb motiu del bicentenari del naixement de Verdi, l'octubre de 2013. Aquestes converses es van recopilar en el llibre "La màgia de les òperes de Verdi", l'Editorial Carmel 2014.
Yehoash Hirschberg és un dels dos guanyadors del Premi Engel 2011.
"El professor Hirschberg rep el premi per l'èxit de tota la seva vida en el camp de la música i per convertir la música israeliana en un camp de recerca internacional"
| « | "El professor Hirschberg ha estat durant molt de temps encarregat d'escriure les entrades relatives als compositors israelians i la música israeliana a les enciclopèdies i les bases de dades acadèmiques professionals més prestigioses […] La recerca del professor Hirschberg destaca per la seva gran meticulositat i amplitud de llenç i presenta un complex i ric imatge d'un anhel per l'expressió de la identitat israeliana en la música a través d'un diàleg complex amb la cultura occidental d'una banda i la cultura àrab/palestina de l'altra. […] No hi ha dubte que el Prof. Hirschberg és el líder mundial en el camp de la investigació musical israeliana […] per la seva contribució única i important a l'estudi de la música israeliana, el comitè de jutges va decidir atorga al Prof. Yehoash Hirschberg el Premi Engel del 2011" | » |

Yehoash Hirschberg és el guanyador del premi del ministre de Cultura a la seva trajectòria musical per al 2021.
Yehoash Hirschberg és el guanyador del Premi Israel de Musicologia 2023.
Un àmbit important de la seva activitat és la interpretació musical. Des de 1993, dirigeix el curs "Encounter with the Opera" a l'Institut Magid amb la Dra. Naama Ramot, que inclou viatges conjunts a l'Òpera d'Israel, cursos conjunts de música i art en el programa "Friday at the Museum" de l'Israel Museum, i participa a l'espectacle "Cap a un debut" a l'Òpera dels estudiants de Hirschberg tenen doctorats, que tenen papers importants en la docència, la investigació i la 14 gestió musical a Israel, i aquests són: el compositor Michael Wolfe, el pianista Michal Tal, Irit Jungerman, Rotem Luz, Naama Ramot, Miri Blustein, Avi Bar Eitan, Rakfat Bar Sade, Bella Gruber-Lovsky, Zachariah Flavin, Eitan Or Noy, Rimona Paul, Sonia Mazar i Galia Arieli.